# Dorados de Chihuahua
Les Dorados de Chihuahua sont un club mexicain de baseball de la Ligue mexicaine de baseball jusqu'en 2010 située à Chihuahua. Les Dorados évoluent à domicile au Monumental Chihuahua, enceinte de 14 500 places.

## Histoire
Le club intègre la LMB en 2003. Chihuahua était déjà représentée en LMB en 1940 (Golden de Chihuahua) puis de 1973 à 1982 (Centauros de Chihuahua).
En 2008, les Dorados se qualifient en play-offs mais s'arrêtent au stade des quarts de finale 4-3 face aux Acereros de Monclova.
Déjà en difficultés financières lors de l'intersaison 2010, les clubs des Dorados de Chihuahua et les Tecolotes de Nuevo Laredo ne s'alignent pas en 2011 en Ligue mexicaine de baseball.